# Corythosaurus intermedius
Corythosaurus intermedius (gr. "lagarto con casco intermedio") es una de las dos especies del género Corythosaurus de dinosaurio ornitopodo hadrosáurido, que vivió a finales del período Cretácico, hace aproximadamente entre 77 y 75.7 millones de años, durante el Campaniense, en lo que hoy es Norteamérica. Se basa en el espécimen ROM 776, un cráneo encontrado por Levi Sternberg en 1920 y fue nombrado por William Parks en 1923, que originalmente lo había llamado Stephanosaurus intermedius a principios de ese año. El nombre específico de C. intermedius se deriva de su posición intermedia aparente de acuerdo con Parks. C. intermedius vivió un poco más tarde en el Campaniano que C. casuarius y las dos especies no son idénticas, lo que apoyó la separación de ellas en un estudio de 2009.